# Phoroncidia studo
Phoroncidia studo är en spindelart som beskrevs av Claude Lévi 1964. Phoroncidia studo ingår i släktet Phoroncidia och familjen klotspindlar. Inga underarter finns listade i Catalogue of Life.